# Zora Saksida
Zora Saksida, učiteljica, pisateljica, pesnica, kulturna delavka, * 12. julij 1921, Ljubljana, † 30. oktober 2012, Gorica.

## Življenje in delo
Zora Saksida (ob rojstvu krščena kot Jospina in Zorka) se je rodila v Ljubljani v številni družini, saj sta starša povila 16 otrok, od katerih je 11 preživelo. Oče je bil Franc, posestnik in vrtnar, rojen v Saksidu pri Dornbergu, mati je bila Ana (rojena Kumar), gostilničarka iz Kojskega v Brdih. Dekliško osnovno šolo je obiskovala v Ljubljani pri Svetem Jakobu, nato realno gimnazijo na Poljanah (kjer so med drugim učili Janko Moder, Jakob Šolar in Filip Terčelj). Po opravljeni maturi se je leta 1941 vpisala na Univerzo v Ljubljani na  tehnično fakulteto iz kemije, a so italijanske fašistične oblasti, ko so zasedle Ljubljano, zaprle vse tehnične fakultete. Sledila je družini, ki se je preselila v Gorico, se vpisala na kemijo na Univerzi v Firencah a se morala vrniti, ker so mesto bombardirali. V Gorici je postala kurirka za OF, zato so jo spomladi leta 1943 italijanski fašisti aretirali in zaprli (v ječi je bila v Gorici, v Kostanjevici in v Trstu), po kapitulaciji Italije so jo izpustili. Med leti 1944–45 se je preživljala tako, da je delala pri poltedniku Goriški list (izhajal je od 6. maja 1944 do 28. aprila 1945) in v njem tudi sodelovala s pravljicami, zato so jo 3. maja 1945 jugoslovanske oblasti zaprle, izpustila jo je Zavezniška vojaška uprava - ZVU, 27. junija. Leta 1946 je uspešno zaključila tečaj za učitelje, ki ga je organizirala ZVU in je poučevala na raznih osnovnih šolah, najprej po Goriškem, nato v Trstu. A ko je upravo STO prevzela Republika Italija, je izgubila službo, ker ni imela italijanskega državljanstva. Kasneje se je znova zaposlila kot učiteljica na slovenski osnovni šoli v Dolu pri Doberdobu, nato do upokojitve leta 1982 v slovenski osnovni šoli v Rupi.
Zora Saksida se je zelo uveljavila kot pisateljica in pesnica. Sprva je pisala prozo, kasneje poezijo, ki jo je objavlajla v tržaški Mladiki, v Pastirčku (katerega je bila za dve leti tudi urednica), v celovškem mesečniku Vera in dom, v otroški reviji Galeb, v Mladi rod, Ciciban, Cicido in še marsikje (Katoliški glas, Novi glas). Podpisovala se je tudi z raznimi psevdonimi: Sara, Rada, Jožek Hvala. Mnogo je sodelovala z Radijem Trst A, za katerega je pripravljala šolske poučne oddaje, pisala otroške in mladinske pravljice ter radijske igre, ki jih je nato izvajal Radijski oder (igre so bile izvirne, prirejene a tudi po naročilu), predvsem je rada ustvarjala oddaje o jezikovni vzgoji, kjer si je zelo prizadevala za pravilno rabo slovenskega jezika. Bila je med zunanjimi uredniki radijskih oddaj za osnovne šole s slovenskim učnim jezikom in med člani odbora za načrtovanje teh oddaj. Za radio je pisala nanizanke Pravljice za dobro jutro.
Njene pesniške zbirke so največkrat namenjene otrokom in mladini, mnogo njenih pesmi so uglasbili znani skladatelji, kot Zorko Harej, Stanko Jericijo, Ivo Bolčina, Patrick Quaggiato, Ubald Vrabec je uglasbil Mašo štev. 5 za zbor in enoglasno petje na njeno besedilo.

## Pomembnejše publikacije
- Nageljčki (pravljice in pripovedke, 1946)[10]
- Tujci povsod (povest, 1963)
- Mami (povest, 1965–66)[11]
- Sračje gnezdo (mladinske pesmi, 1984, ilustrirala avtorica)[12]
- Bela tapiserija (pesmi, 1986, opremila avtorica)[13]
- Ugašajoča sonca (poezija, 1987)[14]
- Skozi luknjo v knjigo (otroške pesmi, 1998)[15]
- Alfa in omega (poezija, 2005)[16]
- Prisluh naravi : zgodbe iz gozda (proza za otroke, 2007)[17]

Zora Saksida je bila velika kulturnica, saj se je razen pisanja in učenja posvečala tudi likovni umetnosti, saj je rada risala, slikala in se posvečala kiparstvu. Opremljala je tudi svoje knjige. Bila je znana tudi kot velika poznavalka polpretekle zgodovine, kot odlična učiteljica in velika dobrotnica nasploh.